# Tigran Kotanjian
Tigran Kotanjian (en armeni: Տիգրան Քոթանջյան); nascut l'1 de setembre de 1981) és un jugador d'escacs armeni, que té el títol de Gran Mestre des de 2006.
A la llista d'Elo de la FIDE del novembre de 2015, hi tenia un Elo de 2479 punts, cosa que en feia el jugador número 17 (en actiu) d'Armènia. El seu màxim Elo va ser de 2580 punts, a la llista de juliol de 2009 (posició 273 al rànquing mundial).

## Resultats destacats en competició
Kotanjian va obtenir el títol de Mestre Internacional el 2006, i el de Gran Mestre el 2006. El 2009 va guanyar l'Obert de Dubai i el Memorial Karèn Asrian el 2010. El 2011, va empatar als llocs 2n–3r amb Kirill Stupak al 4t obert de Beirut (el campió fou Aleksei Bàrsov). També el 2011 va guanyar el 4t Memorial Karèn Asrian a Djermuk.
El desembre de 2012 fou 3r-7è (tercer en el desempat) a l'Al Ain Classic amb 6½ punts de 9 (el campió fou Romain Édouard).
Va guanyar la 74a edició del Campionat d'escacs d'Armènia, el 2014.

## Partides notables
- Karèn Asrian vs. Tigran Kotanjian (2007): Després de la fase regular del campionat d'Armènia, en un tie-break al millor de tres partides, Kotanjian en va perdre dues de seguides contra Asrian. Tana a la partida del 23 de gener[12] com a la del 27 de gener[13] Kotanjian va fer servir la defensa siciliana.